# Faro de las Islas Mokohinau
El Faro de las Islas Mokohinau (en inglés: Mokohinau Islands Lighthouse) es un faro en la isla de Burgess, una de las Islas Mokohinau, que se encuentran de la costa noreste de la Isla Norte de Nueva Zelanda. Es propiedad y está manejado por  Maritime New Zealand. El faro fue construido en 1883 y fue encendido por primera vez durante junio de ese año. Está en una posición de aislamiento, a unos 50 km al nordeste de Cabo Rodney, lo que hace que sea uno de los faros más distantes del continente. En 1980 el faro fue totalmente automatizado y los fareros fueron retirados. El faro está monitoreado de forma remota desde Wellington. La luz parpadea cada 12 segundos y se puede ver desde 19 millas náuticas (35 km).